# Национальный стадион (Бразилиа)
Национа́льный стадио́н Бразилиа и́мени Мане́ Гарри́нчи (порт. Estádio Nacional Mané Garrincha; ранее известный просто как Стадио́н Мане́ Гарри́нчи (порт. Estádio Mané Garrincha)) — футбольный стадион в Бразилии, располагающийся в столице страны, Бразилиа. Стадион был построен в 1974 году и первоначально вмещал 42,000 зрителей. В 2010-2013 гг. стадион был перестроен в рамках подготовки к проведению матчей Кубка конфедераций 2013 года и чемпионата мира по футболу 2014 года, после чего его вместимость увеличилась до 71 000 зрителей.
Стадион Манэ Гарринчи принадлежит Департаменту спорта, физического воспитания и отдыха Федерального округа. Бывшее имя было дано в честь великого футболиста Гарринчи (Манэ — это краткое имя, которым называли Гарринчу все его друзья и поклонники).

## История
Работы по строительству стадиона были завершены в 1974 году.
Стадион был открыт 10 марта 1974 года матчем между местным клубом и «Коринтиансом». Гости выиграли со счётом 2:1 и первый гол записал на свой счёт игрок «Коринтианса» Вагиньо. К моменту открытия арены Гарринче было 40 лет.
25 декабря 1982 года Гарринча сыграл на этом стадионе в течение 20 минут за местную команду «Планалтина». Это был последний матч в жизни великого футболиста. 20 января 1983 года в возрасте 49 лет он скончался. 15 декабря того же года стадиону присвоено имя Манэ Гарринчи. В память о нём на стадионе состоялся товарищеский футбольный матч с участием сборной Бразилии.
Рекорд по посещаемости стадиона был зафиксирован 20 декабря 1998 на отметке 51,000 зрителей, когда «Гама» обыграла «Лондрину» со счетом 3-0 в финале Серии B 1998. Эта победа позволила «Гаме» выиграть свой первый национальный трофей и попасть в Серию A в 1999 году.
8 декабря 2007 на стадионе Манэ Гарринчи прошел финал первого розыгрыша Кубка Бразилии среди женщин, победу в котором одержал клуб «Саад» из Сан-Каэтану-ду-Сул.

### Реконструкция
Стадион был снесён в 2010 году. На его месте был возведен новый стадион, который вмещающий 71 400 зрителей, что позволяет ему соответствовать требованиям ФИФА, чтобы он мог принять матчи Чемпионата мира 2014 года. 
В начале 2010 стадион был переименован в Национальный стадион Бразилиа, и в том же году, в апреле, началось строительство. Реконструкция включала в себя демонтаж нижнего яруса, включение верхнего яруса в новую овальную конструкцию и уменьшение размеров игрового поля, благодаря чему стадион стал полностью футбольным.
Стоимость возведения Национального стадиона — 671,2 млн реалов (381 млн долларов США). Стоимость стадиона за время его строительства выросла в три раза: с 300 до 900 млн долларов.
Реконструкция стадиона была завершена незадолго до начала Кубка конфедераций 2013 года. 
В 2014 году стадион стал одной из арен чемпионата мира по футболу, на нём были проведены семь матчей.
Стадион принял несколько матчей футбольного турнира на Летних Олимпийских играх 2016, которые прошли в Рио-де-Жанейро.

### Матчи Кубка конфедераций 2013, проведенные на стадионе
| Дата         | Время (UTC-03) | Команда #1 | Счет | Команда #2 | Раунд    | Зрителей |
| ------------ | -------------- | ---------- | ---- | ---------- | -------- | -------- |
| 15 июня 2013 | 16:00          | Бразилия   | 3:0  | Япония     | Группа A | 67,423   |

### Матчи чемпионата мира 2014, проведенные на стадионе
| Дата         | Время (UTC-03) | Команда #1 | Счет | Команда #2  | Раунд             | Зрителей |
| ------------ | -------------- | ---------- | ---- | ----------- | ----------------- | -------- |
| 15 июня 2014 | 13:00          | Швейцария  | 2–1  | Эквадор     | Группа E          | 68,351   |
| 19 июня 2014 | 13:00          | Колумбия   | 2–1  | Кот-д’Ивуар | Группа C          | 68,748   |
| 23 июня 2014 | 17:00          | Камерун    | 0–4  | Бразилия    | Группа A          | 69,112   |
| 26 июня 2014 | 13:00          | Португалия | 2:1  | Гана        | Группа G          | 67,540   |
| 30 июня 2014 | 13:00          | Франция    | 2:0  | Нигерия     | 1/8 финала        | 67,882   |
| 5 июля 2014  | 13:00          | Аргентина  | 1:0  | Бельгия     | Четвертьфинал     | 68,551   |
| 12 июля 2014 | 17:00          | Бразилия   | 0:3  | Нидерланды  | Матч за 3-е место | 68,034   |